# 谷口亜純
谷口 亜純（たにぐち あずみ、1981年12月3日 - ）は、アナウンス倶楽部所属のフリーアナウンサー。

## 来歴・人物
長崎県長崎市出身。活水女子大学文学部日本文学科卒業。
好きなことは、写真を撮ること、妄想すること、食べること。

## 現在の担当番組
- 情報☆ピカッぷ（長崎放送）2017年4月 -
- ひるかラ（NBCラジオ）2021年10月 - （担当：木曜日）
- グッドグッド（NBCラジオ）2022年4月3日 -

## 過去の担当番組
- ローラとあずみのパジャマのままで聞かなきゃsongsong!（NBCラジオ）2011年4月 - 2012年3月
- 情報コンビニ 午後ですよ（NBCラジオ）2012年4月 - 2014年3月（担当：火曜日）
- NBCカウントダウンミュージック（NBCラジオ）2017年4月1日 - 2018年3月31日
- ときめきバザール（長崎放送）